# Cumbria Constabulary
Cumbria Constabulary – brytyjska formacja policyjna, pełniąca funkcję policji terytorialnej na obszarze hrabstwa ceremonialnego Kumbria. Według stanu na 31 marca 2012, służba liczy 1125 funkcjonariuszy. 

## Galeria

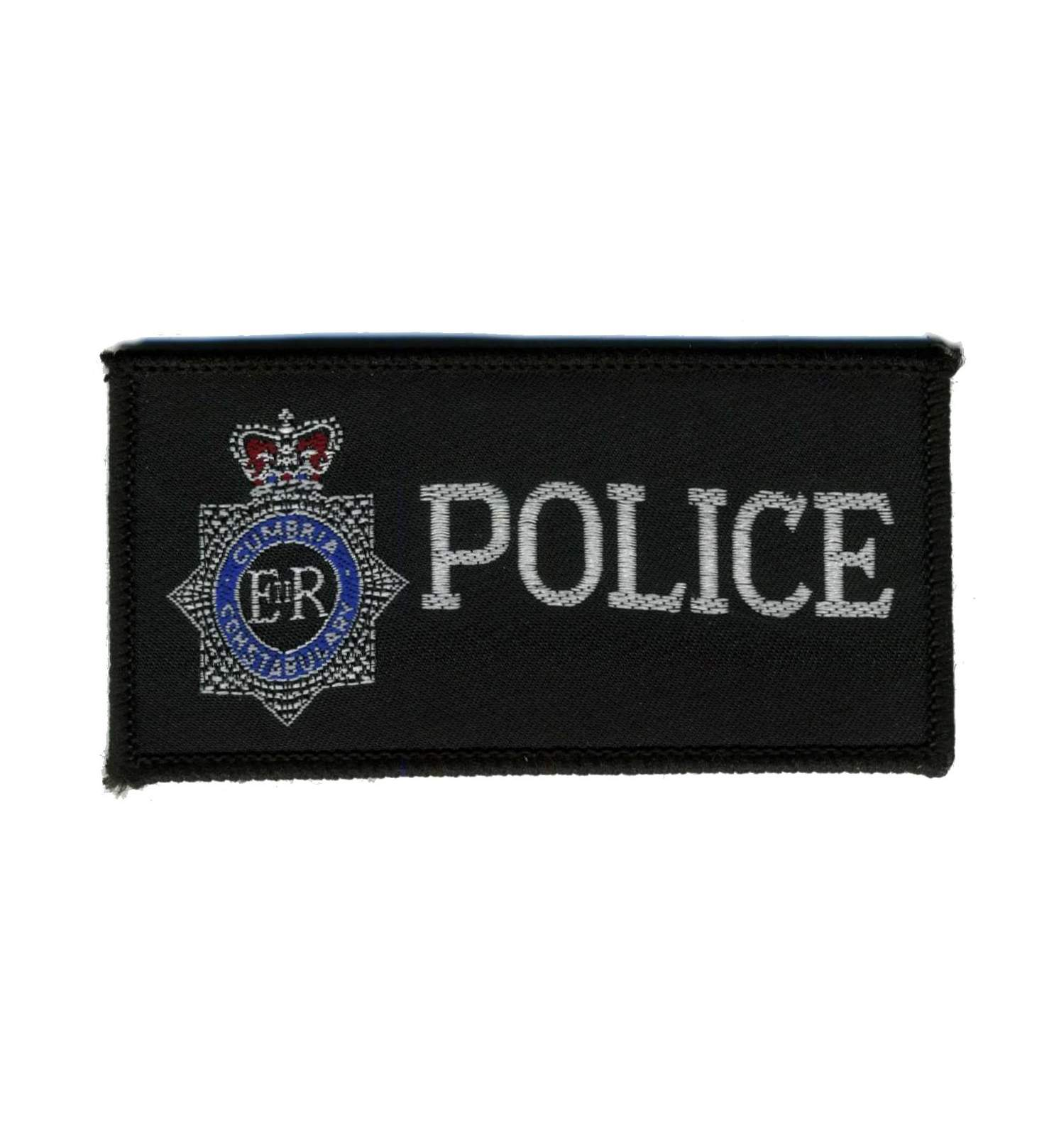
Naszywka mundurowa
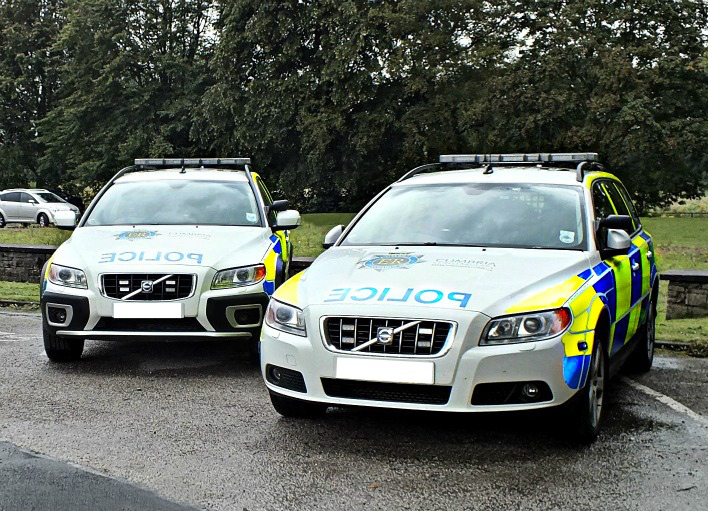
Radiowozy Volvo
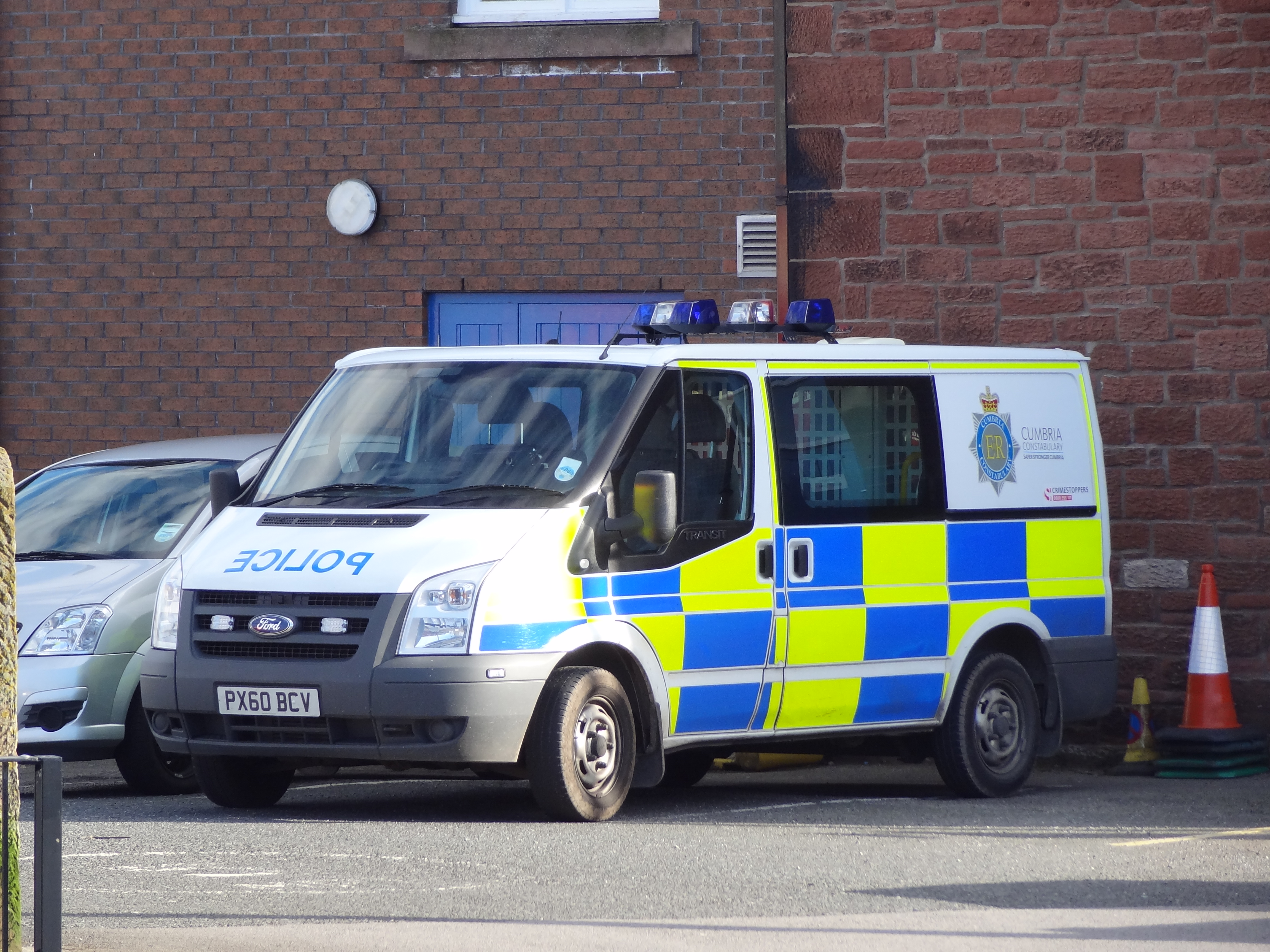
Radiowóz Ford Transit